# ハインツ・フォン・リヒベルク
ハインツ・フォン・リヒベルク（Heinz von Lichberg、本名ハインツ・フォン・エシュヴェーゲ、Heinz von Eschwege、1890年 マールブルク - 1951年3月14日 リューベック）は、ドイツの作家、ジャーナリストで、1916年の短編小説『ロリータ』で著名となった。ウラジーミル・ナボコフの1955年の同名の小説は、リヒベルクの著作に基づいているとの説が提示されている。この作品は、15の短編小説からなる『Die verfluchte Gioconda』に収録された。リヒベルクの『ロリータ』は、スペインが舞台となっている。

## 生涯
ヘッセンの貴族の家系に生まれ、多くの戦いが行われたエシュヴェーゲに近いレヒベルク（Leuchtberg）に因んで「ハインツ・フォン・リヒベルク」のペンネームを名乗った。第一次世界大戦で騎兵として従軍し、戦後はベルリンでジャーナリスト・作家となった。
彼は、1929年に記録的な世界一周飛行中のグラーフ・ツェッペリンからレポートし、外国特派員として名を馳せた。1933年にはナチ党の一員となり、ラジオジャーナリストと「フェルキッシャー・ベオバハター」の文化ジャーナリストとして活動した。彼は1938年にナチ党から脱退し、第二次世界大戦中に軍に再加入してアプヴェーア軍事情報局で働いた。戦後はリューベックに住み、リューベックの新聞社に勤めて1951年に死去した。

## 評価
リヒベルグは、文学者のミハエル・マール が彼の『ロリータ』の短編小説を発見し、2005年の本でナボコフがリヒベルクの作品からインスピレーションを受けた可能性があると発表されるまで、ほとんど知られていなかった。